# Байн, Уве
У́ве Байн (нем. Uwe Bein; род. 26 сентября 1960, Херинген, Херсфельд-Ротенбург) — немецкий футболист, играл на позиции полузащитника.

## Карьера
Футбольная карьера Байна началась в 1978 году, когда он подписал профессиональный контракт с клубом «Кикерс» из Оффенбаха. Клуб по традиции играл то в третьей, то во второй, спускаясь и поднимаясь с каждым годом туда-сюда. Но в сезоне 1983/84 Кикерсу удалось подняться в Бундселигу, где Уве показал себя со всех сторон, хоть его клуб и занял предпоследнее место. Особенно запоминающимся выглядит его хет-трик, оформленный 20 августа 1983 года во втором туре в ворота мёнхенгладбахской «Боруссии». Всего за «Кикерс» Уве провёл 153 матча и забил 72 гола.
На заметку к селекционерам ведущих клубов попал после двух сезонов за «Кикерс», но только в 24 года, права на футболиста купил «Кёльн», игравший в Бундеслиге. Уве сыграл за три сезона в «Кёльне» 64 матча, забив 17 мячей. В 1986 году, будучи уже одной из главных звёзд своего клуба, вышел вместе с ним в финал Кубка УЕФА, который был проигран мадридскому «Реалу» по сумме двух матчей со счётом 3:5. Победить не помог даже гол Уве, забитый на 22-й минуте второго матча.
В 1987 году Уве перешёл в «Гамбург». С точки зрения командных достижений Уве не повезло. За два года «Гамбург» два раза финишировал в шестёрке лучших команд Германии, но оба раза позади его бывшего клуба — «Кёльна». Зато Уве преуспел в личных достижениях: в сезоне 1988/89 он забил 15 мячей в чемпионате, уступив только Томасу Аллофсу и Роланду Вольфарту из «Кёльна» и «Баварии» соответственно, забившим по 17 мячей. Именно после этого чемпионата Уве стал вызываться в сборную Германии. Всего за два сезона в «Гамбурге» он сыграл 52 матча и забил 22 мяча.
Следующий сезон Уве начал уже в «Айнтрахте» из Франкфурта-на-Майне. В первом же своём сезоне выиграл бронзовые медали чемпионата и помог нападающему Йорну Андерсену с 18 мячами стать лучшим бомбардиром чемпионата, большинство из которых были забиты с передач Уве. В сезонах 1991/92 и 1992/93 «Айнтрахт» также завоёвывал бронзовые медали. Его дуэт с Андреасом Мёллером был очень эффективен, чему способствовало отменное взаимопонимание. Поэтому Андреас и забил 28 мячей за «Айнтрахт» в период с 1990 по 1992-й. За пять сезонов проведённых в «Айнтрахте» Уве сыграл 150 матчей и забил 38 мячей, став одним из лучших игроков Германии тех времён.
В 1994 году уехал играть в Японию в клуб «Урава Ред Даймондс», куда в те времена съезжались игроки заканчивать карьеру. Уве провёл в Японии три сезона, сыграл 68 матчей и забил 25 мячей.
В 1997 году вернулся доигрывать в Германию, в клуб «Гиссен», в котором в 1998 году закончил карьеру. После завершения карьеры иногда играл за «Бад Хершсельд» в низших немецких лигах.
С 1 июля по 23 декабря 2005 года был менеджером «Кикерса».

## Карьера в сборной
Самый большой успех в карьере Уве Байна — победа в чемпионате мира 1990 года. На мировом первенстве Уве сыграл четыре матча из семи, и пропустил из-за травмы финал, но всё равно остался одним из лучших игроков того турнира. Уве даже забил один гол в ворота национальной сборной Объединённых Арабских Эмиратов 15 июня на 58-й минуте матча. Тот матч закончился победой сборной Германии со счётом 5:1.
В чемпионате Европы 1992 года и чемпионате мира 1994-го участия не принимал, поскольку главный тренер сборной тех времён Берти Фогтс упорно не видел его в команде, предпочитая других игроков. Всего за сборную Уве провёл 17 игр и забил три мяча.
Последний матч за сборную провёл 22 сентября 1993 года против Туниса. Матч закончился со счётом 1:1, Уве отличиться не смог.

## Достижения
- Чемпион мира: 1990
- Финалист Кубка УЕФА: 1985/86
- Бронзовый призёр Бундеслиги: 1989/90, 1991/92, 1992/93

## Статистика
| Сезон     | Команда              | Лига              | Матчи | Голы |
| --------- | -------------------- | ----------------- | ----- | ---- |
| 1979/80   | Кикерс               | Вторая Бундеслига | 9     | 1    |
| 1980/81   | Кикерс               | Вторая Бундеслига | 38    | 25   |
| 1981/82   | Кикерс               | Вторая Бундеслига | 35    | 12   |
| 1982/83   | Кикерс               | Вторая Бундеслига | 37    | 20   |
| 1983/84   | Кикерс               | Бундеслига        | 34    | 14   |
| 1984/85   | Кёльн                | Бундеслига        | 27    | 8    |
| 1985/86   | Кёльн                | Бундеслига        | 20    | 5    |
| 1986/87   | Кёльн                | Бундеслига        | 17    | 4    |
| 1987/88   | Гамбург              | Бундеслига        | 24    | 7    |
| 1988/89   | Гамбург              | Бундеслига        | 28    | 15   |
| 1989/90   | Айнтрахт (Франкфурт) | Бундеслига        | 33    | 9    |
| 1990/91   | Айнтрахт (Франкфурт) | Бундеслига        | 31    | 8    |
| 1991/92   | Айнтрахт (Франкфурт) | Бундеслига        | 34    | 8    |
| 1992/93   | Айнтрахт (Франкфурт) | Бундеслига        | 25    | 7    |
| 1993/94   | Айнтрахт (Франкфурт) | Бундеслига        | 27    | 6    |
| 1994      | Урава Ред Даймондс   | Джей-лига         | 10    | 2    |
| 1995      | Урава Ред Даймондс   | Джей-лига         | 38    | 18   |
| 1996      | Урава Ред Даймондс   | Джей-лига         | 20    | 5    |
| 1979—1996 | Итого                | Везде             | 487   | 174  |

| Дата             | Место проведения           | Оппонент                      | Счёт | Голы | Соревнование                         |
| 4 октября 1989   | Вестфаленштадион, Дортмунд | Финляндия                     | 6:1  | —    | Отборочный турнир на ЧМ-1990         |
| 15 ноября 1989   | Кёльн                      | Уэльс                         | 2:1  | —    | Отборочный турнир на ЧМ-1990         |
| 28 февраля 1990  | Монпелье                   | Франция                       | 1:2  | —    | Товарищеский матч                    |
| 25 апреля 1990   | Штутгарт                   | Уругвай                       | 3:3  | —    | Товарищеский матч                    |
| 26 мая 1990      | Дюссельдорф                | Чехословакия                  | 1:0  | 1    | Товарищеский матч                    |
| 30 мая 1990      | Гельзенкирхен              | Дания                         | 1:0  | —    | Товарищеский матч                    |
| 10 июня 1990     | Сан-Сиро, Милан            | Югославия                     | 4:1  | —    | Чемпионат мира 1990 (групповой этап) |
| 15 июня 1990     | Сан-Сиро, Милан            | Объединённые Арабские Эмираты | 5:1  | 1    | Чемпионат мира 1990 (групповой этап) |
| 19 июня 1990     | Сан-Сиро, Милан            | Колумбия                      | 1:1  | —    | Чемпионат мира 1990 (групповой этап) |
| 1 июля 1990      | Сан-Сиро, Милан            | Чехословакия                  | 1:0  | —    | Чемпионат мира 1990 (1/4 финала)     |
| 29 августа 1990  | Лиссабон                   | Португалия                    | 1:1  | —    | Товарищеский матч                    |
| 31 октября 1990  | Люксембург                 | Люксембург                    | 2:3  | 1    | Отборочный турнир к ЧЕ 1992          |
| 18 декабря 1991  | Леверкузен                 | Люксембург                    | 4:0  | —    | Отборочный турнир к ЧЕ 1992          |
| 25 марта 1992    | Турин                      | Италия                        | 0:1  | —    | Товарищеский матч                    |
| 14 апреля 1993   | Бохум                      | Гана                          | 6:1  | —    | Товарищеский матч                    |
| 13 июня 1993     | Чикаго                     | США                           | 3:4  | —    | Товарищеский матч                    |
| 22 сентября 1993 | Тунис                      | Тунис                         | 1:1  | —    | Товарищеский матч                    |